# Kurata Hyakuzō

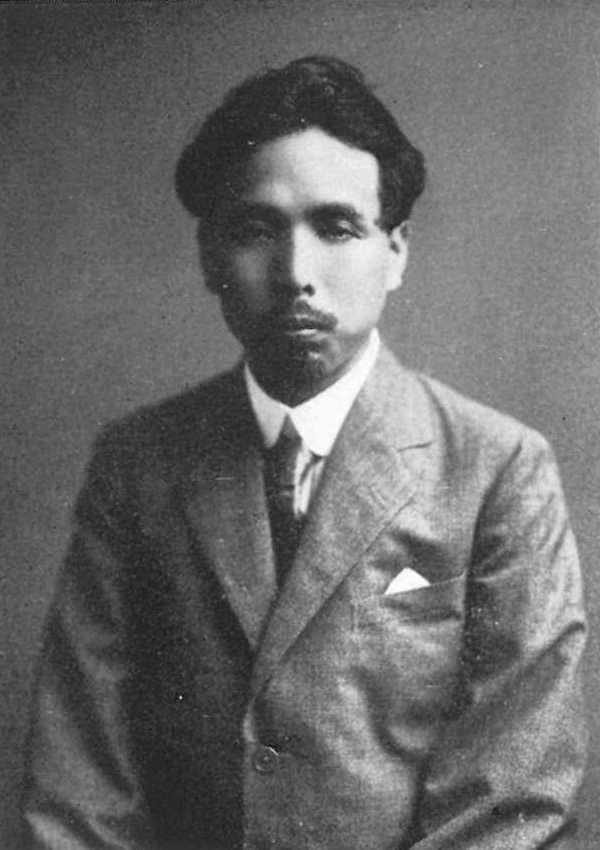
Hyakuzō Kurata

Kurata Hyakuzō (japanisch 倉田 百三; * 23. Februar 1891 in Shōbara, Präfektur Hiroshima; † 12. Februar 1943 in Kamakura, Präfektur Kanagawa) war ein  japanischer Schriftsteller und Literaturkritiker.

## Leben und Wirken
Kurata Hyakuzō studierte an der „1. Höheren Schule Tokio“., schied aber wegen Tuberkulose aus. Er  kämpfte zeitlebens gegen Krankheiten.
Kurata wurde beeinflusst durch das Werk des Philosophen Nishida Kitarō „Erforschung des Guten“ und informierte sich über das „Ittōen“ 一燈園, eine Lebensgemeinschaft des – nicht mit dem Philosophen verwandten – Nishida  Tenkō (西田天香; 1872–51968). Von 1916 bis ins folgende Jahr veröffentlichte er im Magazin „Seimei no kawa“ (生命の川) der Künstlergruppe Shirakaba  das Theaterstück „Shukke to sono deshi“ (出家とその弟子) – etwa „Der Priester und seine Jünger“ in Fortsetzungen. Das Stück erschien dann 1917 in Buchform und erregte große Aufmerksamkeit.
Seitdem hat Kurata religiöse Werke wie „Uta Hanujin“ (歌はぬ人) „Das Lied ist menschlich“ und „Fuse taishi no nyūzan“ (布施太子之入山), etwa „Prinz Almosen zieht sich aus der Welt zurück“ veröffentlicht, dazu aus einer erweiterten sozialen Perspektive heraus „Chichi no shimpai“ (父の心配), „Die Sorgen des Vaters“, „Akai reikon“ (赤い霊魂), „Die rote Seele“ und andere Werke. 1926 publizierte er „Seikatsusha“ (生活者) – „Der kritische Verbraucher“, eine Erläuterungsbuch für die interessierte Jugend. Weiter veröffentlichte er eine Sammlung von Artikeln wie „Ai to ninshiki ton o shuppatsu“ (愛と認識との出発), „Seishi“ (静思), „Ruhe“,  „Chōkoku“ (超克) „Bewältigung“, „Zettaiteki seikatsu“ (絶対的生活) „Das absolute Leben“, „Seikatsu to ichimai no shūkyō“ (生活と一枚の宗教) „Leben und eine Seite Religion“. Über einen Weg, der durch die Beschäftigung mit Christentum, Buddhismus und Shintō geprägt war, fand er seine Basis für das richtige Leben.
In seinen späteren Jahren erläuterte er in Publikationen wie „Sokoku e no ai to ninshiki“ (祖国への愛と認識) „Liebe und Würdigung des Vaterlandes“, „Nihon-shugi bunka senden“  (日本主義文化宣言) – „Proklamation einer Japanbestimmten Kultur“ das Mahayana-Lebensprinzip. aber auch Ideen, die bis zu einer Art Faschismus-Rechtfertigung reichten. Weiter schrieb er Bücher wie das in Form einer Briefsammlung verfasste mit dem Titel „Seishun no iki no ato“ (青春の息の痕) – „Atemzeichen der Jugend“  oder „Kiyorakana niji“ (浄らかな虹) – „Der reine Regenbogen“, dessen Hauptfigur für die Anerkennung der hohen Stellung der Landwirtschaft eintritt.